# Nesopachyiulus penicillatus
Nesopachyiulus penicillatus är en mångfotingart som först beskrevs av Carl Graf Attems 1903.  Nesopachyiulus penicillatus ingår i släktet Nesopachyiulus och familjen kejsardubbelfotingar. Inga underarter finns listade i Catalogue of Life.